# Бейкер-Лейк
Бейкер-Лейк (інуктитут ᖃᒪᓂᑦᑐᐊᖅ, англ. Baker Lake) — село у Канаді, у регіоні Ківаллік території Нунавут на березі озера Бейкер, населене переважно ескімосами. Населення становить 1 872 чоловік.
У селі є аеропорт (англ. Baker Lake Airport).

## Клімат
Бейкер-Лейк знаходиться у зоні, котра характеризується субарктичним кліматом. Найтепліший місяць — липень із середньою температурою 11.6 °C (52.8 °F). Найхолодніший місяць — січень, із середньою температурою -31.3 °С (-24.3 °F).
| Клімат Бейкер-Лейка     | Клімат Бейкер-Лейка | Клімат Бейкер-Лейка | Клімат Бейкер-Лейка | Клімат Бейкер-Лейка | Клімат Бейкер-Лейка | Клімат Бейкер-Лейка | Клімат Бейкер-Лейка | Клімат Бейкер-Лейка | Клімат Бейкер-Лейка | Клімат Бейкер-Лейка | Клімат Бейкер-Лейка | Клімат Бейкер-Лейка | Клімат Бейкер-Лейка |
| Показник                | Січ.                | Лют.                | Бер.                | Квіт.               | Трав.               | Черв.               | Лип.                | Серп.               | Вер.                | Жовт.               | Лист.               | Груд.               | Рік                 |
| Абсолютний максимум, °C | −1,7                | −4,1                | 1,5                 | 5                   | 13,9                | 28,1                | 33,6                | 30,9                | 22,6                | 9,8                 | 2,2                 | 1,1                 | 33,6                |
| Середній максимум, °C   | −27,7               | −27,4               | −22                 | −12,3               | −3                  | 9,3                 | 17                  | 14,3                | 6,4                 | −3,4                | −15,5               | −23,1               | −7,3                |
| Середня температура, °C | −31,3               | −31,1               | −26,3               | −17                 | −6,4                | 4,9                 | 11,6                | 9,8                 | 3,1                 | −6,5                | −19,3               | −26,8               | −11,3               |
| Середній мінімум, °C    | −34,8               | −34,8               | −30,6               | −21,5               | −9,8                | 0,5                 | 6,1                 | 5,3                 | −0,2                | −9,5                | −23,1               | −30,5               | −15,2               |
| Абсолютний мінімум, °C  | −50,6               | −50                 | −50                 | −41,1               | −27,8               | −13,9               | −1,7                | −3,4                | −14,4               | −30,6               | −42,7               | −45,6               | −50,6               |
| Норма опадів, мм        | 6.2                 | 7.5                 | 11.4                | 14                  | 14.5                | 23.1                | 41.1                | 52                  | 48.7                | 27                  | 16                  | 11.1                | 272.5               |
| Днів з опадами          | 6,7                 | 7                   | 7,8                 | 8                   | 6,9                 | 7,5                 | 9,3                 | 11,8                | 13,3                | 14,5                | 9,6                 | 8,3                 | 110,7               |
| Днів з дощем            | 0                   | 0                   | 0                   | 0,1                 | 2,3                 | 6,8                 | 9,4                 | 12,2                | 10,4                | 2,4                 | 0                   | 0                   | 43,8                |
| ----------------------- | ------------------- | ------------------- | ------------------- | ------------------- | ------------------- | ------------------- | ------------------- | ------------------- | ------------------- | ------------------- | ------------------- | ------------------- | ------------------- |
| Джерело: Weatherbase    |                     |                     |                     |                     |                     |                     |                     |                     |                     |                     |                     |                     |                     |

## Назва
У перекладі з мови інуктитут назва села перекладається як "велике озеро".

## Населення
Населення села Талойоак за переписом 2011 року становить 899 осіб і для нього характерним є зростання у період від переписів 2001 й 2006 років:
- 2001 рік - 1 507 осіб [4]

- 2006 рік – 1 728 особи [4]

- 2011 рік – 1 872 осіб.[1]

Данні про національний склад населення, рідну мову й використання мов у селі Талойоак, отримані під час перепису 2011 року, будуть оприлюднені 24 жовтня 2012 року. Перепис 2006 року дає такі данні:
- корінні жителі - 1 560 осіб,
- некорінні - 160 осіб.

| Мова              | Кількість населення, осіб |
| Тільки англійська | 595                       |
| Тільки французька | 10                        |
| Інша мова (мови)  | 1 125                     |

| Мова                                          | Кількість населення, осіб |
| Тільки англійська                             | 1 610                     |
| Тільки французька                             | 0                         |
| Французька і англійська                       | 25                        |
| Не володіють ані англійською, ані французькою | 85                        |

| Мова                         | Кількість населення, осіб |
| Англійська                   | 1 270                     |
| Французька                   | 0                         |
| Неофіційна мова              | 405                       |
| Англійська і неофіційна мови | 40                        |

| Мова                         | Кількість населення, осіб |
| Англійська                   | 580                       |
| Неофіційна мова              | 145                       |
| Англійська і неофіційна мови | 15                        |